# NIFL Premiership (2013/2014)
NIFL Premiership 2013/2014 (ze względów sponsorskich zwana jako Danske Bank Premiership) – 113. edycja najwyższej klasy rozgrywkowej piłki nożnej w Irlandii Północnej.
Brało w nim udział 12 drużyn, które w okresie od 10 sierpnia 2013 do 26 kwietnia 2014 rozegrały 38 kolejek meczów.
Tytuł mistrzowski obroniła drużyna Cliftonville zdobywając drugi tytuł z rzędu, a piąty w swojej historii.
Z powodu nieotrzymania przez wicemistrza NIFL Championship 1, Bangor licencji krajowej zmieniono system spadków w NIFL Premiership.
Zrezygnowano z barażu. Ostatni zespół spadł bezpośrednio z ligi.

## Format rozgrywek
W lidze udział bierze 12 drużyn, walczących o tytuł mistrza Irlandii Północnej w piłce nożnej.
Rozgrywki składają się z dwóch faz. Każda z drużyn rozgrywa w pierwszej fazie po 3 mecze ze wszystkimi przeciwnikami (razem 33 spotkań).
Następnie zespoły podzielone na 2 grupy po 6 uczestników zgodnie z kolejnością w tabeli po 33. kolejce rozgrywają ze sobą po 1 spotkaniu.
Mistrz kraju otrzymuje prawo gry w II rundzie kwalifikacyjnej Ligi Mistrzów UEFA.
Wicemistrz i 3. drużyna zapewniają sobie miejsce w I rundzie kwalifikacyjnej Ligi Europy UEFA,
Czwarte miejsce w pucharach przypada zdobywcy Pucharu Irlandii Północnej.
W przypadku, gdy mistrz kraju zdobywa także puchar, miejsce przejmuje finalista pucharu, a jeśli i on ma zapewniony udział czwarta drużyna ligi.
Ostatnia, 12. drużyna tabeli, spada bezpośrednio do NIFL Championship 1. Przedostatnia rozgrywa baraż z wicemistrzem NIFL Championship 1.

## Drużyny
| Uczestnicy poprzedniej edycji | Uczestnicy poprzedniej edycji | Uczestnicy poprzedniej edycji | Uczestnicy poprzedniej edycji |
| --- | ----------------------------- | ----------------------------- | ----------------------------- |
| CLI | Cliftonville F.C.             | Belfast                       | 1                             |
| CRS | Crusaders F.C.                | Belfast                       | 2                             |
| LIN | Linfield F.C.                 | Belfast                       | 3                             |
| GLB | Glentoran F.C.                | Belfast                       | 4                             |
| BAU | Ballinamallard United F.C.    | Ballinamallard                | 5                             |
| COL | Coleraine F.C.                | Coleraine                     | 6                             |
| PDN | Portadown F.C.                | Portadown                     | 7                             |
| BAL | Ballymena United F.C.         | Ballymena                     | 8                             |
| GLL | Glenavon F.C.                 | Lurgan                        | 9                             |
| DSW | Dungannon Swifts F.C.         | Dungannon                     | 10                            |
| Awans z IFA Championship 1 |                               |                               |                               |
| ARD | Ards F.C.                     | Newtownards                   | 1                             |
| po barażach |                               |                               |                               |
| WPT | Warrenpoint Town F.C.         | Warrenpoint                   | 2                             |
| Oznaczenia: - kolumna pierwsza – skróty nazw drużyn, - kolumna trzecia – siedziba klubu, - kolumna czwarta – miejsce zajęte w poprzednim sezonie. |                               |                               |                               |

## Faza zasadnicza

### Tabela
| Lp. | Drużyna               | M  | Z  | R  | P  | B+ | B- | +/– | Pkt | Kwalifikacja      |
| --- | --------------------- | -- | -- | -- | -- | -- | -- | --- | --- | ----------------- |
| 1   | Linfield              | 33 | 22 | 6  | 5  | 71 | 36 | +35 | 72  | grupa mistrzowska |
| 2   | Cliftonville          | 33 | 21 | 7  | 5  | 73 | 36 | +37 | 70  | grupa mistrzowska |
| 3   | Crusaders             | 33 | 16 | 12 | 5  | 57 | 31 | +26 | 60  | grupa mistrzowska |
| 4   | Portadown             | 33 | 17 | 7  | 9  | 71 | 45 | +26 | 58  | grupa mistrzowska |
| 5   | Glentoran             | 33 | 13 | 11 | 9  | 47 | 35 | +12 | 50  | grupa mistrzowska |
| 6   | Glenavon              | 33 | 14 | 6  | 13 | 68 | 63 | +5  | 48  | grupa mistrzowska |
| 7   | Ballymena United      | 33 | 13 | 5  | 15 | 45 | 54 | −9  | 44  | grupa spadkowa    |
| 8   | Dungannon Swifts      | 33 | 10 | 6  | 17 | 43 | 59 | −16 | 36  | grupa spadkowa    |
| 9   | Coleraine             | 33 | 8  | 10 | 15 | 47 | 58 | −11 | 34  | grupa spadkowa    |
| 10  | Ballinamallard United | 33 | 8  | 6  | 19 | 28 | 67 | −39 | 30  | grupa spadkowa    |
| 11  | Warrenpoint Town      | 33 | 8  | 5  | 20 | 36 | 66 | −30 | 29  | grupa spadkowa    |
| 12  | Ards                  | 33 | 6  | 3  | 24 | 41 | 77 | −36 | 21  | grupa spadkowa    |

### Wyniki
| Gospodarz \ Gość      | ARD | BMD  | BYM | CLI | COL | CRU | DUN | GLA | GLT | LIN | POR | WPT | ARD | BMD | BYM | CLI | COL | CRU | DUN | GLA | GLT | LIN | POR | WPT |
| --------------------- | --- | ---- | --- | --- | --- | --- | --- | --- | --- | --- | --- | --- | --- | --- | --- | --- | --- | --- | --- | --- | --- | --- | --- | --- |
| Ards                  |     | 4–1  | 2–0 | 0–4 | 3–1 | 1–4 | 2–3 | 1–2 | 0–0 | 1–3 | 3–1 | 1–2 |     |     | 0–0 | 2–3 |     |     | 1–3 |     | 2–1 |     | 1–2 |     |
| Ballinamallard United | 1–0 |      | 1–0 | 0–2 | 1–1 | 1–0 | 1–1 | 0–2 | 1–4 | 1–2 | 2–1 | 3–0 | 1–0 |     |     |     |     | 1–2 |     | 1–2 | 0–3 |     |     | 2–3 |
| Ballymena United      | 4–2 | 2–0  |     | 0–1 | 2–2 | 1–0 | 2–1 | 3–6 | 3–4 | 1–4 | 2–1 | 0–1 |     | 1–0 |     | 1–3 | 2–2 |     |     | 2–1 |     | 1–2 |     | 3–2 |
| Cliftonville          | 4–2 | 1–0  | 2–1 |     | 1–3 | 0–2 | 2–2 | 2–1 | 4–1 | 3–0 | 1–2 | 1–1 |     | 5–0 |     |     | 2–0 | 4–0 |     |     |     | 1–0 | 0–1 |     |
| Coleraine             | 2–1 | 1–2  | 2–3 | 3–4 |     | 2–2 | 0–2 | 3–2 | 1–3 | 2–3 | 2–2 | 3–2 | 2–0 | 1–1 |     |     |     | 1–0 |     |     |     | 0–0 | 2–3 | 3–0 |
| Crusaders             | 4–2 | 2–1  | 1–2 | 1–1 | 4–0 |     | 1–1 | 3–0 | 0–0 | 2–0 | 2–2 | 2–0 | 4–1 |     | 1–0 |     |     |     | 5–1 | 2–2 | 2–1 |     |     |     |
| Dungannon Swifts      | 1–0 | 1–0  | 2–3 | 1–1 | 1–0 | 0–1 |     | 3–3 | 1–2 | 1–0 | 0–5 | 1–2 |     | 1–1 | 2–3 | 1–2 | 0–2 |     |     |     | 0–1 |     |     |     |
| Glenavon              | 4–1 | 2–3  | 0–0 | 1–0 | 2–2 | 2–2 | 1–3 |     | 1–2 | 1–3 | 3–2 | 3–1 | 3–1 |     |     | 2–5 | 3–1 |     | 3–2 |     | 2–3 |     | 4–2 |     |
| Glentoran             | 5–0 | 0–0  | 0–0 | 1–1 | 1–1 | 0–3 | 2–1 | 0–0 |     | 1–2 | 0–2 | 3–0 |     |     | 3–0 | 0–0 | 1–1 |     |     |     |     | 0–1 | 2–2 | 1–2 |
| Linfield              | 5–2 | 3–0  | 4–1 | 2–4 | 1–0 | 0–0 | 2–0 | 3–2 | 0–0 |     | 3–2 | 5–1 | 3–3 | 6–0 |     |     |     | 1–1 | 3–0 | 2–1 |     |     |     |     |
| Portadown             | 2–0 | 11–0 | 1–0 | 3–3 | 2–0 | 0–1 | 2–1 | 2–4 | 2–1 | 1–1 |     | 2–0 |     | 1–0 | 1–0 |     |     | 1–1 | 4–2 |     |     | 1–2 |     | 3–0 |
| Warrenpoint Town      | 2–0 | 2–2  | 0–2 | 2–4 | 2–1 | 1–1 | 2–3 | 1–2 | 0–1 | 0–2 | 2–2 |     | 0–2 |     |     | 0–2 |     | 1–1 | 0–1 | 2–1 |     | 2–3 |     |     |

## Faza finałowa
| Section A |                       |    |    |    |    |    |    |     |    |                                              |  |     |     |     |     |     |     |     |     |     |     |     |     |
| 1         | Cliftonville (M)      | 38 | 26 | 7  | 5  | 88 | 39 | +49 | 85 | Liga Mistrzów UEFA • II runda kwalifikacyjna |  |     |     |     |     | 2–0 | 5–0 |     |     |     |     |     |     |
| 2         | Linfield              | 38 | 24 | 7  | 7  | 81 | 46 | +35 | 79 | Liga Europy UEFA • I runda kwalifikacyjna    |  | 1–3 |     |     | 1–1 | 0–2 |     |     |     |     |     |     |     |
| 3         | Crusaders             | 38 | 18 | 12 | 8  | 67 | 42 | +25 | 66 | Liga Europy UEFA • I runda kwalifikacyjna    |  | 2–3 | 2–3 |     | 3–1 |     |     |     |     |     |     |     |     |
| 4         | Portadown             | 38 | 18 | 8  | 12 | 77 | 53 | +24 | 62 |                                              |  | 0–2 |     |     |     | 1–2 | 3–0 |     |     |     |     |     |     |
| 5         | Glentoran             | 38 | 16 | 11 | 11 | 54 | 42 | +12 | 59 |                                              |  |     | 3–0 |     |     | 0–4 |     |     |     |     |     |     |     |
| 6         | Glenavon (P)          | 38 | 15 | 6  | 17 | 75 | 79 | −4  | 51 | Liga Europy UEFA • I runda kwalifikacyjna    |  |     | 2–5 | 1–3 |     |     |     |     |     |     |     |     |     |
| Section B |                       |    |    |    |    |    |    |     |    |                                              |  |     |     |     |     |     |     |     |     |     |     |     |     |
| 7         | Ballymena United      | 38 | 13 | 8  | 17 | 48 | 59 | −11 | 47 |                                              |  |     |     |     |     |     |     |     | 1–2 |     |     |     | 1–1 |
| 8         | Dungannon Swifts      | 38 | 12 | 8  | 18 | 49 | 66 | −17 | 44 |                                              |  |     |     |     |     |     |     |     |     |     | 0–4 | 2–0 |     |
| 9         | Coleraine             | 38 | 10 | 12 | 16 | 51 | 61 | −10 | 42 |                                              |  |     |     |     |     |     | 1–1 | 0–0 |     |     |     |     |     |
| 10        | Ballinamallard United | 38 | 10 | 9  | 19 | 35 | 70 | −35 | 39 |                                              |  |     |     |     |     |     | 0–0 | 2–2 | 2–1 |     |     |     |     |
| 11        | Warrenpoint Town      | 38 | 10 | 6  | 22 | 43 | 72 | −29 | 36 | [ i ]                                        |  |     |     |     |     |     |     | 1–0 |     | 0–1 | 0–3 |     |     |
| 12        | Ards (S)              | 38 | 6  | 6  | 26 | 44 | 83 | −39 | 24 | Spadek do NIFL Championship 1                |  |     |     |     |     |     |     |     |     | 0–1 | 0–0 | 2–2 |     |

1. ↑  Do barażu nie doszło, ponieważ Bangor(inne języki), wicemistrz NIFL Championship 1 na sezon 2013/14, nie uzyskał licencji na grę w najwyższej klasie rozgrywkowej

## Najlepsi strzelcy
| Bramki | Strzelcy          | Drużyna                             |
| ------ | ----------------- | ----------------------------------- |
| 27     | Joe Gormley       | Cliftonville                        |
| 23     | Darren Murray     | Portadown                           |
| 22     | Andrew Waterworth | Linfield                            |
| 21     | Liam Boyce        | Cliftonville                        |
| 19     | Gary Twigg        | Portadown                           |
| 16     | Darren Boyce      | Dungannon Swifts / Ballymena United |
| 16     | Jordan Owens      | Crusaders                           |
| 14     | Guy Bates         | Glenavon                            |
| 14     | Paul Heatley      | Crusaders                           |
| 13     | Daniel Hughes     | Warrenpoint Town                    |

Źródło: 

## Stadiony
| Ards            | Ards       |
| --------------- | ---------- |
| Clandeboye Park | Dixon Park |
|                 |            |

| Ballinamallard United |
| --------------------- |
| Ferney Park           |
|                       |

| Ballymena United |
| ---------------- |
| The Showgrounds  |
|                  |

| Cliftonville |
| ------------ |
| Solitude     |
|              |

| Coleraine       |
| --------------- |
| The Showgrounds |
|                 |

| Crusaders |
| --------- |
| Seaview   |
|           |

| Dungannon Swifts |
| ---------------- |
| Stangmore Park   |
|                  |

| Glenavon        |
| --------------- |
| Mourneview Park |
|                 |

| Glentoran |
| --------- |
| The Oval  |
|           |

| Linfield     |
| ------------ |
| Windsor Park |
|              |

| Portadown     |
| ------------- |
| Shamrock Park |
|               |

| Warrenpoint Town | Warrenpoint Town |
| ---------------- | ---------------- |
| Milltown         | Stangmore Park   |
|                  |                  |

Źródło: 